# Augustinerkirche (München)

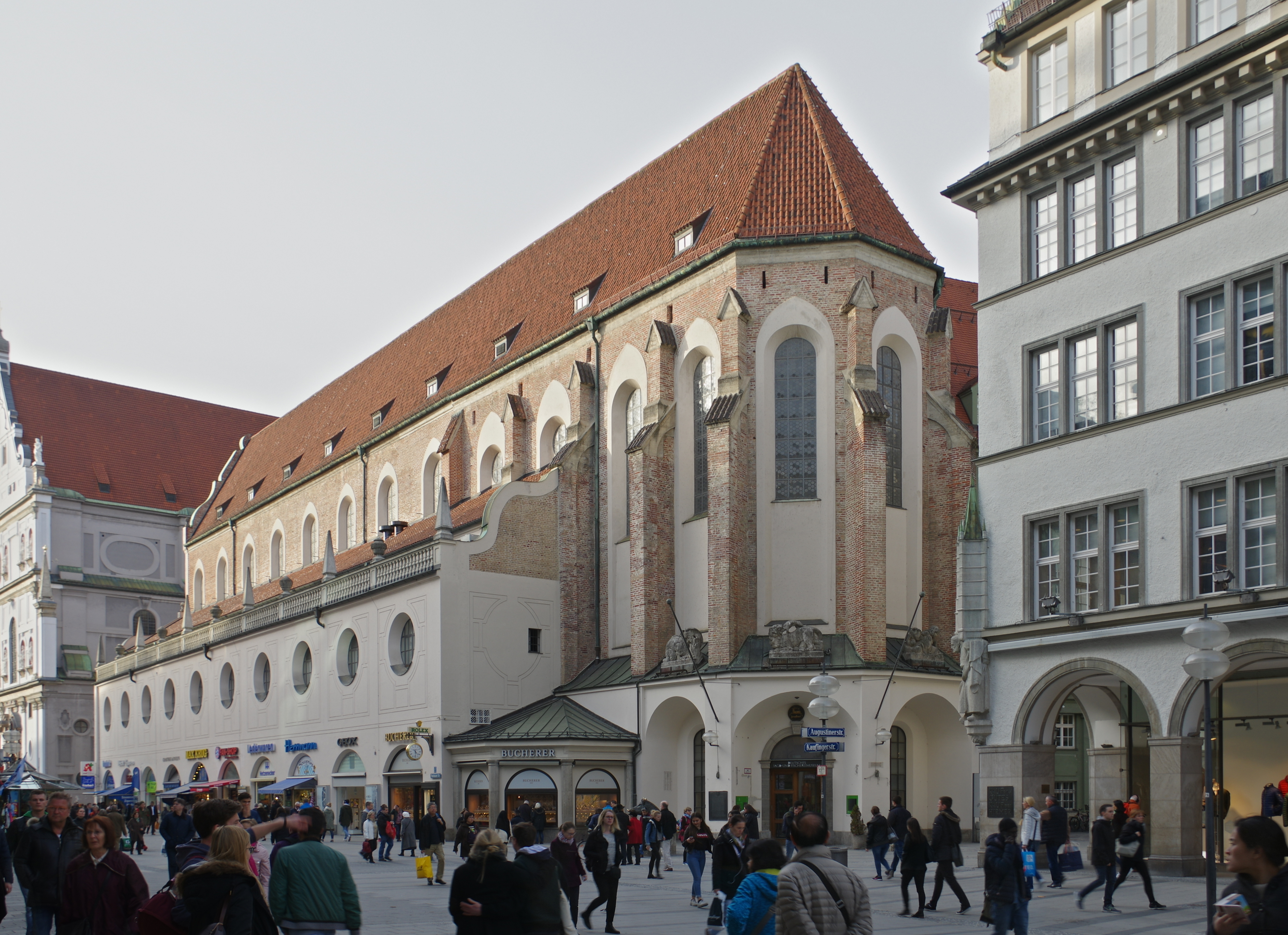
Augustinerkirche von Südost

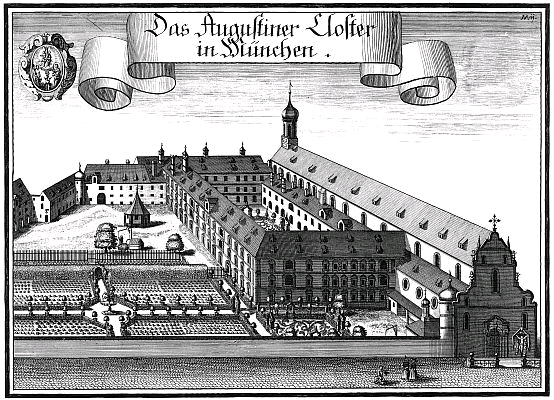
Augustinerkloster und Augustinerkirche um 1700

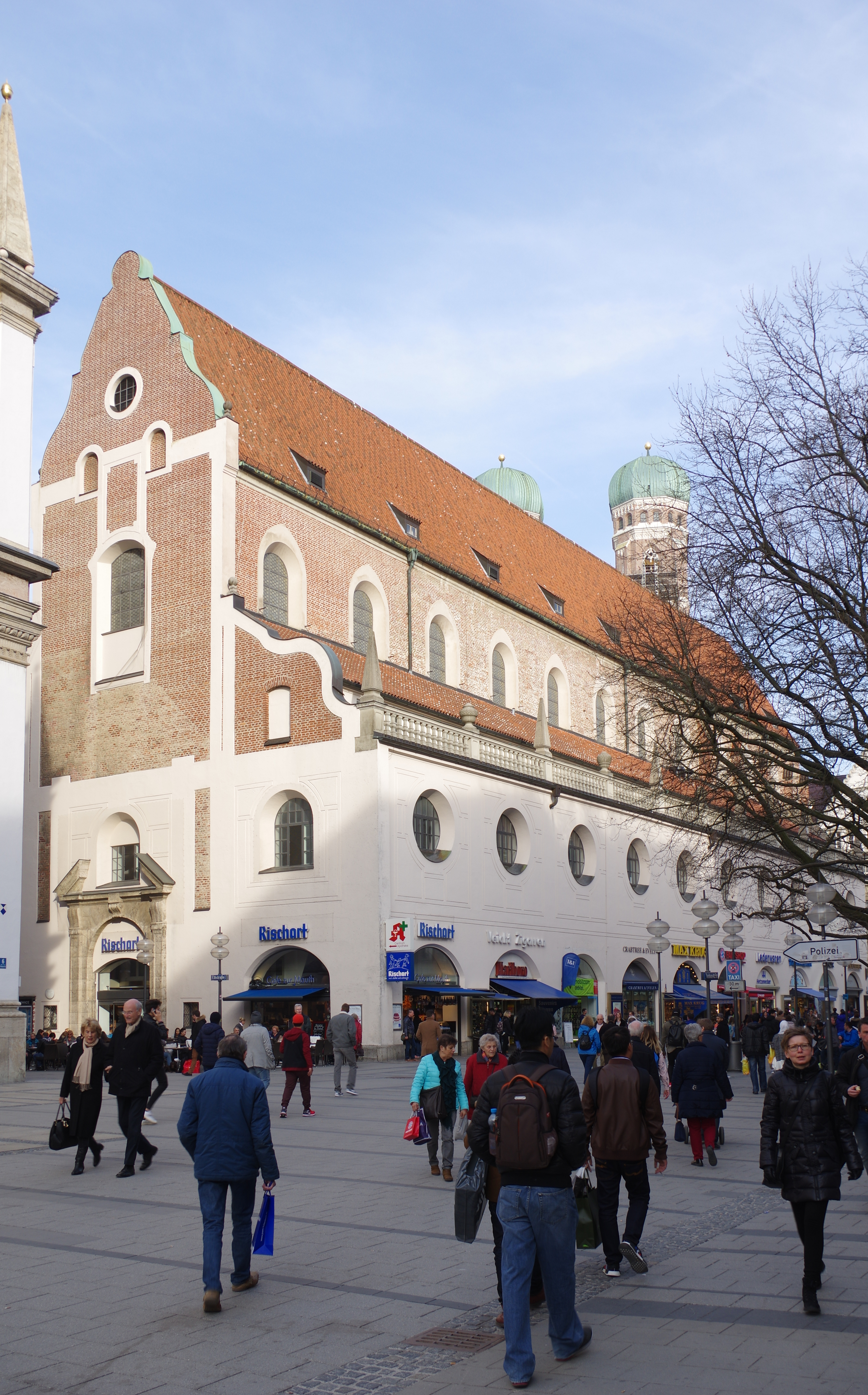
Augustinerkirche von Westen

Die gotische Klosterkirche St. Johannes der Täufer und Johannes der Evangelist der Augustiner-Eremiten in München wurde im 13. Jahrhundert an der Neuhauser Straße errichtet und im 14. und 15. Jahrhundert erweitert. 

## Geschichte
Der noch junge Orden der Augustiner-Eremiten ließ sich im Frühjahr 1294 in München nieder. Der erste Konvent kam aus Regensburg. Dies geschah auf gemeinsamen Wunsch des Freisingers Bischofs Emicho und des Herzogs Rudolf, Bruder des späteren Kaisers Ludwig des Bayern. Das eigentliche Augustinerkloster samt seiner neuen Kirche wurde um 1315 fertig gestellt. Spätestens seit 1328 wurde im Kloster Bier gebraut, daraus ging Augustiner-Bräu hervor. 
1503 wurde hier Johann von Staupitz, Beichtvater, Lehrer und Förderer Martin Luthers, zum Prior der Münchner Augustiner-Eremiten gewählt. Dass der Augustiner-Eremit Luther auf seiner Romreise 1510/11 bei seinen Münchner Ordensbrüdern Station machte, ist nicht belegt, gilt aber wegen der guten Beziehungen seines Förderers von Staupitz nach München als sehr wahrscheinlich.
Als erste Kirche Münchens wurde die gotische Backsteinbasilika 1618 bis 1621 durch Veit Schmidt vermutlich nach Plänen von Hans Krumpper barockisiert. Die längste Zeit ihres Bestehens war die Kirche ein Teil des Augustinerklosters, das heute das Dienstgebäude des Polizeipräsidiums München ist. 1803 wurde das Kloster im Zuge der Säkularisation aufgelöst und die Konventgebäude profaniert; der Kirchenbau selbst wurde zunächst als Mauthalle genutzt. Die Brauerei wurde privatisiert und zog 1817 als Augustiner-Bräu aus dem Klostergebäude zunächst in die Neuhauser Straße. 1885 zog sie schließlich in ihren bis heute bestehenden Sitz um. 
1911 wurde im ehemaligen Kirchenschiff durch Theodor Fischer der sogenannte Weiße Saal eingebaut. 1914/15 wurde ebenfalls durch Fischer eine zunächst einläufige, dann doppelläufige Treppenanlage im ehemaligen Chor eingerichtet, die Erd- und Zwischengeschoss verbindet und somit den Umbau des südlichen Seitenschiffs zu Geschäftsräumen ermöglichte. Im Zweiten Weltkrieg schwer beschädigt, wurde die Augustinerkirche 1962 bis 1964 durch Erwin Schleich für das Deutsche Jagd- und Fischereimuseum wiederaufgebaut.

## Baubeschreibung

### Baudenkmal
Das Bauwerk ist in der Liste der Baudenkmäler in der Münchner Altstadt beim Bayerischen Landesamt für Denkmalpflege (Akten-Nr. D-1-62-000-4719) folgendermaßen beschrieben:

„Augustinerkirche St. Johannes der Täufer und Johannes der Evangelist: gotische Basilika (Ende 13.–15. Jahrhundert), 1619/20 von Veit Schmidt frühbarock umgestaltet, 1803 profaniert (sogenannter Augustinerstock), 1914/15 von Theodor Fischer verändert und umgebaut; enthält das Deutsche Jagd- und Fischereimuseum, Läden und zum Teil Amtsräume des Polizeipräsidiums (siehe Ettstraße 2/4, ehemals Augustinerkloster)“

### Ausstattung
Das monumentale Ölgemälde der Kreuzigung Jesu (9 m × 5,5 m) des Venezianers Jacopo Tintoretto, 1585 für die Augustinerkirche geschaffen, befindet sich heute im Kollegiatstift Haug in Würzburg.

## Persönlichkeiten des Augustinerklosters
- Johannes von Staupitz (1465–1524), Prior des Klosters um 1503
- Theophil Huebpauer (1749–1806), Lektor im Kloster, Prior und Provinzial
- Theodor Grünberger (1756–1820), Komponist, Augustinermönch und Priester; trat 1777 im Augustinerkloster München dem Orden der Augustiner-Eremiten bei und lebte für einige Jahre in diesem Konvent.
- Maximus von Imhof (1758–1817), letzter Prior des Klosters bis 1803